# ۱۹۴۸ و پس از آن
۱۹۴۸ و پس از آن: اسرائیل و فلسطینیان (به انگلیسی: 1948 and After: Israel and the Palestinians) مجموعه ای از مقاله‌های مورخ اسرائیلی بنی موریس است. این کتاب اولین بار با جلد گالینگور در سال ۱۹۹۰ منتشر شد. بازنگری و گسترش یافت (عمدتاً بر اساس مطالب جدید در دسترس) و توسط کلارندون پرس آکسفورد، در سال ۱۹۹۴ منتشر شد.
نسخه توسعه یافته ۱۹۹۴ حاوی یک فصل کاملاً جدید بود (فصل ۵): یوسف نهمانی و مسئله عرب در سال ۱۹۴۸. فصل ۱ (تاریخ‌نگاری جدید: اسرائیل و گذشته آن) و فصل ۱۰ (انتقال اعراب باقیمانده مجدل به غزه، ۱۹۵۰) به‌طور اساسی گسترش یافت.

## خلاصه تفصیلی

### تاریخ‌نگاری جدید: اسرائیل و گذشته آن
موریس در فصل اول، ردی بر تز تک علتی مهاجرت فلسطینیان بیان می‌کند. در ص ۳۱، می‌نویسد: «در رد توضیح تک علتی تِوت (که فرار فلسطینیان را با «دستورها عربی» توضیح می‌دهد) در مورد خروج تا ۱۵ مه، اشاره کردم که هیچ مدرکی برای تأیید آن وجود ندارد و به استناد سند واحد تِوت، گزارش هاگانا در ۲۴ آوریل، صریحاً به «شایعات» و به دستوری به «چندین محل» اشاره می‌کند (به جای دستوری آشکار به «عرب‌های فلسطین»). در هر گزارش اطلاعاتی بعدی هاگانا بار دیگر به دستور ارجاع داده شد (که مطمئناً اگر این «شایعه‌ها» تأیید می‌شد و دستور واقعی گرفته می‌شد) همین‌طور بود. در خاورمیانه در آن زمان، در حدود ۵ تا ۶ مه ۱۹۴۸، دستورها و درخواست‌های اعراب (توسط ملک عبدالله اول، فرمانده ارتش آزادی‌بخش عربی فوزی قووقجی و رادیو دمشق) از اعراب فلسطین برای ماندن دریافت، ضبط و نقل شده‌است که به آن‌ها دستور می‌دهد در خانه‌های خود بمانند یا، اگر از قبل در تبعید هستند، به فلسطین بازگردند. نه آنکه شواهدی از «دستور اعراب» برای فرار، بلکه از دستوراتی برای ماندن در آن هفته‌های مهم قبل از تهاجم محسوب می‌شود. نمی‌توان گاهشماری را دور زد. یک تطابق تقریباً به نسبت یک به یک بین حملات یهودیان در مناطق خاص و شهرهای خاص و فرار اعراب از این محلات و شهرها وجود داشت»:

- طبریه در ۱۷ آوریل توسط تیپ جولانی مورد حمله قرار گرفت. جمعیت عرب آن در ۱۸ آوریل تخلیه شد.
- حیفا عربی در ۲۱ تا ۲۲ آوریل مورد حمله قرار گرفت و شکست خورد. اکثر ۷۰۰۰۰ ساکن عرب آن، شهر را در ۲۲ آوریل تا ۱ مه تخلیه کردند.
- یافا در ۲۵ تا ۲۷ آوریل توسط ایرگون مورد حمله قرار گرفت. بخش عمده ای از جمعیت ۷۰۰۰۰ تا ۸۰۰۰۰ نفری آن بین ۲۵ آوریل تا ۱۳ مه شهر را ترک کردند.
- صفد در ۹ تا ۱۰ می توسط پالمه مورد حمله قرار گرفت و فتح شد. جمعیت عرب ۱۰۰۰۰ نفری آن در ۱۰ مه از شهر گریختند.
- جلیل شرقی توسط واحدهای پالمه بین ۲ تا ۲۵ می فتح شد. روستاهای این منطقه در آن دوره تخلیه شدند. و غیره.

- (ص ۳۲): «این بدان معناست که حمله هاگانا / ایرگون / اسرائیل معمولاً عامل اصلی و نهایی فراری‌دادن اعراب بود … زیرا اگر دستور اعراب در ۱۰ آوریل صادر شده بود، چرا ساکنان حیفا یک یا دو هفته منتظر بمانند و ساکنان صفد یا شرق جلیل یک ماه یا بیشتر برای خروج صبر کنند؟ و اگر این فرمان مثلاً در ۲۵ آوریل صادر شده باشد، چرا ساکنان طبریه سه روز قبل از آن حرکت کرده‌اند، یا ساکنان صفد یک روز منتظر هستند؟»

### ماپای،ماپامو مسئله عربی سال ۱۹۴۸
موریس در این بخش نگرش‌های در حال تحول به «قضیه عربی» را که در دو حزب مسلط، ماپام و ماپای در سال ۱۹۴۸ ظاهر شد، بررسی می‌کند. از احزاب کوچک فقط تجدیدنظرطلب‌ها با صدای واضح صحبت می‌کردند. (ص ۵۱:) در ۱۳ مه لحی اعلام کرد:
حمله شدید به مراکز جمعیت عرب باعث تشدید رفت و آمد آوارگان می‌شود و همه راه‌ها به سمت ماوراء اردن و کشورهای همسایه مملو از توده‌های وحشت زده می‌شود و حرکت نظامی [دشمن] را با مشکل مواجه می‌کند. همان‌طور که در زمان فروپاشی فرانسه [در جنگ جهانی دوم] اتفاق افتاد … یک فرصت عالی به ما داده شده‌است. … تمام این سرزمین مال ماست…

#### (ص ۵۳:) ماپای
موریس به بررسی «ردپای کاغذی» در مورد «مسئله عربی» می‌پردازد و می‌نویسد که قابل توجه‌ترین چیز در مورد ماپای این است که حزب - طبق «ردپای کاغذی» - به ندرت دربارهٔ آن بحث کرده‌است. اولین کسی که سکوت را شکست، گلدا مئیر بود، که پس از بازدید از محله‌های متروکه حیفا عربی در ۱۱ مه استدلال کرد که حزب اکنون باید رفتار اسرائیل را در قبال اعراب باقیمانده تعیین کند. به درخواست‌های او برای یک بحث حزبی تمام عیار دربارهٔ این موضوع توجهی نشد. موریس می‌نویسد (ص. ۵۵): «گویا سنگ بزرگی را در حوض انداخته‌اند - اما هیچ موجی ایجاد نکرده‌است.» تنها مناظره تمام عیار حزب ماپای در سال ۱۹۴۸ در ۲۴ ژوئیه برگزار شد. چند نقل قول از آن مناظره:
(پ. ۵۷) به گفته دیوید بن گوریون، دو چیز او را در طول جنگ شگفت زده کرده بود: فرار اعراب و غارت یهودیان. «معلوم شد که بیشتر یهودیان دزد هستند. همه دزدی و غارت کردند، از جمله مردان دره [جزرائیل]، خامه پیشگامان، والدین پالمه [مبارزان]».
شلومو لاوی، یکی از افراد قدیمی جنبش کیبوتص گفت: «انتقال به خارج از کشور از نظر من یکی از عادلانه‌ترین، اخلاقی‌ترین و صحیح‌ترین کارهایی است که می‌توان انجام داد. من سال هاست که به این موضوع فکر می‌کنم …»
(ص ۵۷–۵۸:) آبراهام کاتزنلسون این دیدگاه را تأیید کرد: «از دیدگاه اخلاق جهانی بشری، هیچ چیز اخلاقی‌تر از تخلیه دولت یهود از اعراب و انتقال آن‌ها به جای دیگر نیست… که این امر مستلزم [استفاده از] زور است».
در آن جلسه شرتوک اظهار داشت: «برای ما مطلوب است که اعراب برنگردند، اگر اصلاً ممکن است. [این] توجیه تاریخی دارد.» وی خاطرنشان کرد: «در درازمدت برای اسرائیل و کشورهای عربی بهترین کار این است که اسرائیل مشکلات داخلی ناشی از وجود یک اقلیت بزرگ عرب نداشته باشد. شرتوک گفت، با این حال، او فکر نمی‌کند که زمان «به شکل ظاهری [یعنی علنی]» این موضع رسیده باشد». (پ. ۵۸)

#### (ص ۵۸):ماپام
(پ. ۵۹–۶۱): آهارون کوهن، رهبر بخش عربی ماپام، ۱۰ مه یادداشتی به نام «سیاست عربی ما در بحبوحه جنگ»، نوشت. او در یادداشت‌های خود دربارهٔ یادداشتی که در ۶ مه ۱۹۴۸ نوشته شده‌است، می‌نویسد: «اخراج عمدی [عرب‌ها] در حال وقوع است… دیگران ممکن است خوشحال شوند - من، به عنوان یک سوسیالیست، شرمنده‌ام و می‌ترسم… در جنگ پیروز شوید و صلح را از دست بدهید… دولت [اسرائیل]، وقتی پدید آید، بر روی شمشیر خود زندگی خواهد کرد». او در این یادداشت نوشته‌است: «... به دلیل برخی اهداف سیاسی و نه تنها به دلیل ضرورت نظامی، اعراب رانده شدند.» در عمل، یک … «انتقال» اعراب به خارج از قلمرو دولت یهود در حال انجام بود، و هم از نظر نظامی (با افزایش خشم پان عرب) و هم از نظر سیاسی، این کار در نهایت علیه یه‌شوها مجدداً انجام می‌شد. (پ. ۶۶): کوهن مدعی شده بود که «به ما بستگی داشت که اعراب بمانند یا فرار کنند… [آن‌ها فرار کرده بودند] و این [اجرای] خط بن گوریون بود که رفقای ما نیز در آن فعالیت دارند». (ص. ۶۴): یاکوف هازان، رهبر کیبوتص آرتزی، به‌طور خاص رفتار هاگانا با اعراب را محکوم کرد. در ابو شوشه، روستایی در نزدیکی کیبوتص خانه‌اش، هاگانا به جای تمایز قائل شدن بین خانه‌های متعلق به دوستان و خانه‌های متعلق به دشمنان یه‌شو، روستا را کاملاً با بولدوزر تخریب کرده بود. او دربارهٔ هاگانا گفت: «قتل، سرقت، تجاوز جنسی. به نظر من ارتش ما مثل هیچ ارتش دیگری نیست». (پ. ۶۵): یعاری، رهبر ماپام، ۱۴ ژوئن: «در حقیقت، هزاران [فلسطینی] فرار کردند، اما نه همیشه به میل خود. قسمت‌هایی از این اتفاق شرم آور بود … نیازی به خالی شدن همه روستاها نبود…»

### تجزیه و تحلیل گزارش ژوئن ۱۹۴۸ ارتش اسرائیل
این مقاله برای اولین بار ژانویه ۱۹۸۶ در ژورنال مطالعات خاورمیانه منتشر شد.
بیشتر این مقاله به توضیح و تفسیر موریس از سندی می‌پردازد که در سال ۱۹۸۵ در مقالات آهارون کوهن به نام «هجرت اعراب فلسطین در دوره ۱/۱۲/۱۹۴۷–۱/۶/۱۹۴۸» شهرت یافت شد که توسط سرویس اطلاعاتی نیروهای دفاعی اسرائیل در زمان اولین آتش‌بس تهیه شده بود.
تاریخ این گزارش ۳۰ ژوئن ۱۹۴۸ است و شامل دو بخش است: یک متن ۹ صفحه ای و یک ضمیمه ۱۵ صفحه ای. موریس توضیح می‌دهد که جزئیات در پیوست به عنوان مبنایی برای تجزیه آماری در متن عمل می‌کند.
فرض بر این است که نویسنده این سند موشه ساسون، دستیار مدیر بخش عرب در سرویس اطلاعاتی است.

#### محتوا
بر اساس این گزارش، موریس می‌گوید که در آستانه قطعنامه طرح تقسیم سازمان ملل در ۲۹ نوامبر ۱۹۴۷، ۲۱۹ روستای عرب نشین و چهار شهر عرب نشین یا تا حدی عرب‌نشین در مناطقی وجود داشت که در قطعنامه به عنوان بخشی از قلمرو یهودیان تعیین شده بود. ایالتی با ۳۴۲٫۰۰۰ نفر جمعیت عرب. تا اول ژوئن ۱۹۴۸، ۱۸۰ روستا از این روستاها و شهرها تخلیه شد و ۲۳۹٫۰۰۰ عرب از مناطق دولت یهود گریختند.
علاوه بر این، ۱۵۲٫۰۰۰ عرب از مناطقی که توسط طرح تقسیم برای تشکیل کشور عربی فلسطین تعیین شده بود، گریختند. بر اساس این گزارش، تعداد کل پناهندگان تا اول ژوئن ۱۹۴۸ به ۳۹۱٫۰۰۰ نفر به علاوه ۱۰ تا ۱۵ درصد رسید. گفته می‌شود که حدود ۱۰۳٫۰۰۰ عرب در منطقه تعیین شده برای تشکیل کشور یهودی باقی مانده‌اند.
این گزارش چهار مرحله را در مهاجرت مشخص می‌کند که مرحله چهارم آن در ماه مه ۱۹۴۸ به عنوان «مرحله اصلی و تعیین‌کننده در حرکت مهاجرت اعراب فلسطین» تعریف شد. روان پریشی مهاجرت شروع شد: بحرانی در اعتماد به قدرت اعراب.
این گزارش نتیجه‌گیری می‌کند: «می توان گفت که حداقل ۵۵ درصد از کل مهاجرت‌ها ناشی از عملیات ما [هاگانا/ ارتش اسرائیل] و تأثیر آن‌ها بوده‌است». علاوه بر این، «تأثیر عملیات سازمان‌های یهودی ناراضی مستقیماً ۱۵ درصد از مهاجرت را به‌وجود آورده‌است».
موریس خاطرنشان می‌کند که این گزارش اشاره می‌کند که در جایی که «نیروی نظامی قوی عرب» وجود داشت، روستاییان را «به آسانی» تخلیه نکردند. وی خاطرنشان می‌کند که در این گزارش آمده‌است: «موسسات عربی تلاش کردند با پدیده فرار و تخلیه و مهار امواج مهاجرت… به ویژه از خروج جوانان در سن سربازی جلوگیری کنند. اما همه این اقدامات به‌طور کامل شکست خورد، زیرا هیچ اقدام مثبتی صورت نگرفت که بتواند عوامل مهاجرت را مهار کند.»
موریس می‌نویسد:
| « | «... گزارش‌ها از حد خود خارج می‌شوند و تأکید می‌کنند که خروج از کشور برخلاف خواسته‌های سیاسی-استراتژیک کمیته عالی عربی و دولت‌های کشورهای عربی همسایه بود. در این گزارش هیچ اشاره ای به دستور عمومی صادر شده از طریق ایستگاه‌های رادیویی عربی یا از راه‌های دیگر به فلسطینی‌ها برای تخلیه خانه‌ها یا روستاهایشان نشده‌است، درحالی‌که شاخه اطلاعات ارتش اسراییل از نزدیک پیامهای رادیویی عربی و مطبوعات عربی را زیر نظر داشت. ... از آن [گزارش] این تصور کاملاً مشخص به دست می‌آید که تخلیه روستاها و شهرها نتیجه غیرمنتظره عملیاتی بوده‌است که هدف آن فتح کامل یا در درجه اول مواضع نظامی و مکان‌های استراتژیک حیاتی بوده‌است. مبارزه و عملیات نظامی یهودیان در واقع ۷۰ درصد از مهاجرت اعراب را تشکیل می‌دهد. اما در صورت نگرش مثبت، خالی شدن روستاها از سکنه در بیشتر موارد، یک عارضه جانبی بوده‌است، و نه هدف آن‌ها. اما برای درک مهاجرت فلسطینیان تا اول ژوئن، به گفته شعبه اطلاعات ارتش اسرائیل، باید عمدتاً به حد وسط وسیع بین اخراج مستقیم اسرائیل، اخراج از پیش برنامه‌ریزی شده و فرار ماکیاولیستی مهندسی شده عربی دست یافت. در آنجا، در میان رونق ترسناک و تهدیدآمیز اسلحه‌ها، از دست دادن اعتماد به قدرت اعراب، فرار اقوام و دوستان، رها شدن شهرهای مجاور، و ترس عمومی و گسترده از آینده نامشخص، بخش اعظم چیزی است که در آوارگان فلسطینی قبل از ژوئن خواهید یافت.». | » |

### یوسف ویتز و کمیته‌های انتقال، ۱۹۴۸–۱۹۴۹
این مقاله برای اولین بار در مطالعات خاورمیانه در سال ۱۹۸۶ منتشر شده‌است. یوسف ویتز مدیر بخش اراضی صندوق ملی یهود بود که از دهه ۱۹۳۰ مسئول تصاحب زمین (عمدتاً از اعراب) برای یه‌شو بود. او در تأسیس «کمیته‌های نقل و انتقالات» نقش بسزایی داشت.

### پرونده ابو قوش و بیت نقوبه، فریدیس و جسر زرکه در سال ۱۹۴۸ - یا چرا چهار روستا باقی ماندند

#### ابوقوش
روستاییان ابوقوش برای اولین بار در سال ۱۹۴۸ رانده شده بودند، اما بخش عمده ای از ساکنان در ماه‌ها و سال‌های بعد به خانه «نفوذ» کردند. در نیمه دوم سال ۱۹۴۹، ارتش اسرائیل و پلیس در یک سری عملیات کم و بیش وحشیانه جستجو و اخراج، شروع به هجوم به ابوقوش کردند، جایی که آن‌ها جدیدترین «نفوذی‌ها» را جمع‌آوری کردند و آن‌ها را از مرز به اردن هل دادند. . (پ. ۲۶۷–۲۶۸): در پی یکی از این گردهمایی‌ها، در اوایل سال ۱۹۵۰، ساکنان ابوقوش نامه ای سرگشاده به اعضای کنست و روزنامه نگاران ارسال کردند و نوشتند که اسرائیلی‌ها مکرراً آن را نوشته‌اند.
«روستای ما را محاصره کردند، زنان، کودکان و افراد مسن ما را گرفتند، و آن‌ها را از مرز و به صحرای نقب انداختند، و بسیاری از آن‌ها در نتیجه تیراندازی [در تلاش برای بازگشت به آن سوی مرزها] جان باختند.»
اهالی تا کنون آرامش خود را حفظ کرده بودند.
«اما نمی‌توانیم در مقابل آخرین حادثه جمعه گذشته سکوت کنیم، زمانی که با فریادهایی که از بلندگو بلند می‌شد از خواب بیدار شدیم که اعلام می‌کرد روستا محاصره شده‌است و هر کسی که بخواهد از آن خارج شود هدف گلوله نیروهای پلیس و نظامی قرار می‌گیرد… سپس شروع به ورود به خانه‌ها و تفتیش‌های دقیق کردند، اما کالای قاچاق پیدا نشد و در نهایت با استفاده از زور و ضربات، زنان و پیران و کودکان و بیماران و نابینایان و زنان باردار را جمع کردند. فریاد کمک سر داده بودند اما نجات دهنده ای نبود و ما نگاه می‌کردیم و نمی‌توانستیم کاری بکنیم جز التماس رحمت و افسوس که التماس ما فایده ای نداشت… سپس اسیران را که گریه می‌کردند و فریاد می‌زدند به مکان نامعلومی بردند. و ما هنوز نمی‌دانیم چه بر سر آن‌ها آمده‌است.»
تا حدودی به دلیل اعتراض عمومی، اکثر ساکنان اجازه یافتند که به خانه بروند. موریس می‌نویسد (ص. ۲۶۹): در نهایت تنها چند ده خانواده اهل ابوقوش به عنوان پناهنده در منطقه رام‌الله در کرانه باختری در تبعید باقی ماندند.

#### بیت نقوبه
موریس دربارهٔ بیت نقوبه می‌نویسد (ص. ۲۶۳): «ممکن است ساکنان بیت نقوبه هم دستور تخلیه را از فرماندهان نظامی عرب در عین کریم دریافت کرده باشند و هم از لیسر و ناوون به نام تیپ هارل که از نظر فیزیکی منطقه را کنترل می‌کرد، «توصیه‌ای قوی» به همین مضمون دریافت کرده باشند».
بین سال‌های ۱۹۴۸ و ۱۹۶۴، ساکنان (در آن زمان سابق) بیت نقوبه ابتدا در ستاف، «زیر درختان زندگی می‌کردند، زیرا اعراب به‌خاطر بی‌اعتمادی و انتقام به آن‌ها اجازه نداده بودند که از خط‌هایشان بیایند» (به نقل از موریس، ص. ۲۶۴). پس از آن به آن‌ها اجازه داده شد که به‌طور موقت در ابوقوش اقامت کنند.
(پ. ۲۶۶): دلیل عدم اجازه بازگشت آن‌ها توسط کیبوتص محلی کریات اناویم به عنوان محلی امنیتی ذکر شده‌است. با این حال، مخالفت کریات اناویم با بازگشت آوارگان بیت نقوبه به روستایشان تنها تا حدی بر اساس ملاحظات «امنیتی» بود. کیبوتص هم سرزمین بیت نقوبه را می‌خواست. مشکل این بود که تعداد انگشت شماری از پناهندگان بیت نقوبه که اکنون در ابوقوش زندگی می‌کردند به کشت و زرع زمین‌های خود ادامه می‌دادند، «و باید فرض کرد که آن‌ها مشتاقانه منتظر روزی هستند که بتوانند به خانه‌های خود بازگردند. تا زمانی که ساکنان بیت نقوبه در نزدیکی روستای متروکه خود باقی بمانند، ارتباط خود را با روستا حفظ خواهند کرد و اعضای کریات اناویم نمی‌توانند زمین‌های روستا را تصرف و زراعت کنند.» با گزارش این مطلب، (در ۱۶ مارس ۱۹۴۹)، مقام وزارت کشور مسئول ناحیه بیت‌المقدس توصیه کرد که روستاییان بیت نقوبه ساکن ابوقوش به «جایی دور» منتقل شوند.
از سال ۱۹۶۴، ساکنان سابق بیت نقوبه شروع به نقل مکان به مکان جدیدی به نام «عین نقوبه» کردند که زمین‌های آن‌ها در جنوب بزرگراه اورشلیم-تل آویو قرار داشت.

### انتقال اعراب باقیمانده مجدل به غزه، ۱۹۵۰
موریس گزارش‌ها و یادداشت‌هایی که قبلاً منتشر نشده بود در مورد انتقال اعراب مجدل به غزه در سال ۱۹۵۰ بررسی کرد. گزارش‌ها و یادداشت‌ها بیشتر از آرشیو دولتی اسرائیل، وزارت خارجه و آرشیو کار (هیستادروت)، مؤسسه لاون، تل آویو استخراج شده‌بود.
(پ. ۳۳۷–۳۳۸): «در آغاز سپتامبر، سرگرد لورایوکس، ناظر آتش‌بس سازمان ملل و گاهی رئیس موقت کمیسیون مختلط آتش‌بس اسرائیل- مصر، مدت کوتاهی پس از رسیدن به نوار غزه با برخی از تخلیه‌شدگان مصاحبه کرد. به او گفته شد که در مجدل عرب‌ها بلافاصله پس از اخطار مبنی بر اینکه به زودی باید شهر را ترک کنند، ۱۶۵۰ پوند اسرائیلی برای آب آشامیدنی (که قبلاً رایگان بود) پرداخت کردند. او همچنین دربارهٔ تأخیر در توزیع جیره قبل از سپتامبر گزارش می‌دهد. اعراب… در محله خود، پشت سیم خاردار و ایست‌های بازرسی نظامی حبس شده بودند و به ندرت اجازه خروج به آن‌ها داده می‌شد. مواردی وجود داشته‌است که عرب‌هایی که از رفتن به غزه امتناع کرده‌اند به زندان افتاده‌اند. اسرائیل این موضوع را تکذیب کرد».
(پ. ۳۳۸): ژنرال ویلیام رایلی رئیس یوان‌تی‌اس‌او نوشت: «الف. از زمان اشغال مجدل توسط اسرائیل، اعراب در محله‌های ویژه نگهداری می‌شوند. ب. مغازه داران مجاز به شارژ موجودی نیستند. ج. مالکان مجاز به ورود به منازل، زمین‌ها و نخلستان‌های خود نیستند. د. جیره غذایی اعراب از جیره غذایی اسرائیل پایین‌تر است. ه. در میان اعراب شایعه شده‌است که مجدل به منطقه نظامی [یعنی جنگی] تبدیل خواهد شد.و. بسیاری از اعراب مایل به ماندن بودند، اما شرایط زندگی را از طریق آزارهای مداوم غیرممکن می‌دانستند».
(پ. ۴۴۱): رئیس ستاد یوان‌تی‌اس‌او، ویلیام رایلی، سپهبد سپاه تفنگداران دریایی ایالات متحده در ۲۱ سپتامبر یک محکومیت عمومی غیرمعمول در مورد اخراج مداوم اعراب مجدل و اخراج همزمان اعضای قبیله بدویان از نقب به سینا(۴۰۰۰ نفر طبق سازمان ملل) و از العزازمه صادر کرد. اسرائیل با رد هر دو اتهام واکنش نشان داد. در ۱۷ نوامبر ۱۹۵۰ شورای امنیت اسرائیل را در هر دو مورد محکوم کرد (قطعنامه ۸۹: مسئله فلسطین (۱۷ نوامبر)) و در ۳۰ مه ۱۹۵۱ از اسرائیل خواست تا انتقال داده‌شدگان به مجدل را به کشورشان بازگرداند. اسرائیل این تصمیم و این اتهام را رد کرد.

(پ. ۳۴۵) موریس نتیجه می‌گیرد:
مجدل در سال ۱۹۵۶، پس از عبور از برخی ایستگاه‌های اسمی - میگدال گاد و میگدال-اشکلون، رسماً به اشکلون تبدیل شد. بحث سه جانبه (اسرائیل، مصر و سازمان ملل متحد) در مورد اینکه آیا خروج اعراب تا آن زمان «داوطلبانه» یا «اجباری» بوده‌است، بی ربط بود. درخواست‌های سازمان ملل برای بازگشت ۱۹۵۰ هرگز مورد توجه قرار نگرفت و سرنوشت انتقال‌یافتگان مجدل برای ده‌ها سال و به‌طور نامحدود در اردوگاه‌های مخوف پناهندگان غزه بود. آنچه واضح است این است که پس از یک سال و نیم کشش بوروکراتیک، ارتش اسرائیل در سال ۱۹۵۰ می‌خواست این آخرین تجمع اعراب در دشت ساحلی جنوبی را ترک بدهد و خروج آن‌ها را مهندسی کرد. ناراحتی خود اعراب مجدل از زندگی به عنوان یک اقلیت یهودی‌نشین، تحت حاکمیت نظامی، محصور در سیم خاردار و سیستم گذر، وابسته به کمک‌های اسرائیلی، عمدتاً بیکار و بی بضاعت، قطع ارتباط با خویشاوندان خود در غزه و جهان عرب به‌طور کلی، به عنوان یک پس زمینه مقدماتی خدمت کرد. هنگامی که این [روش‌ها] برای ساکنان سخت‌گیر باقی مانده تحت حفاظت هیستادروت ناکافی بود، ارتش در سپتامبر و اوایل اکتبر از روش‌های خشن‌تر استفاده کرد - تیراندازی در شب، رفتار تهدیدآمیز سربازان، ملاقات در ساعت‌های اولیه صبح، احضار مکرر و دستگیری‌های گاه به گاه. استفاده از این روش‌ها از دید مردم اسرائیل پنهان بود و احتمالاً فاقد مجوز کابینه بود. برای شیرین کردن این قرص، دولت نظامی مقداری هویج غلیظ را در قالب مشوق‌های مالی پیشنهاد کرد [...] تا زمانی که پرونده‌های وزارت دفاع و کابینه اسرائیل باز نشود، فرآیندهای تصمیم‌گیری دقیق در پس انتقال مجدل نامشخص خواهد بود.